# Оскар Ляске
Оскар Ляске (нім. Oskar Laske; 8 січня 1874, Чернівці, Герцогство Буковина — 30 листопада 1951, Відень) — австрійський архітектор і митець.

## Життя

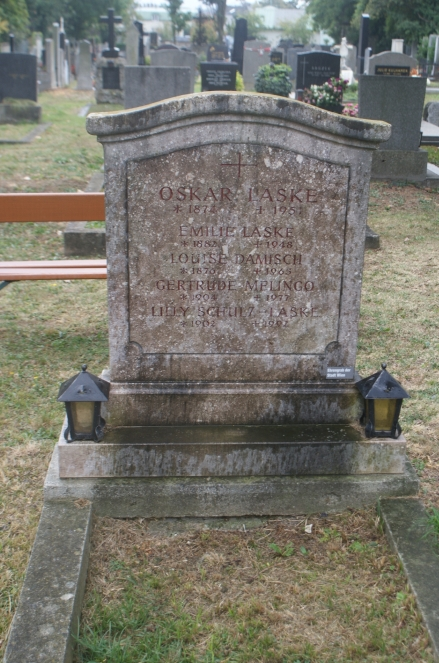
Могила Оскара Ляске

Як син однойменного архітектора, Оскара Ляске-старшого (1842–1911; проєктанта будинку Wiener Mörtelfabrik, Handelskai 130) Ляске в юності отримував уроки лише від художника-пейзажиста Антона Главачека. Він закінчив Шоттенфельдське реальне училище в 1892 році. Після вивчення архітектури у Віденській художній академії у класі Отто Ваґнера він працював архітектором-фрілансером, а з 1904 року головним чином займався малюванням.
Улюбленими сюжетами були акварелі з подорожей Європою та Північною Африкою. Переважно це пейзажі, міські площі та жанрові сцени. Йому притаманні життєрадісний стиль та колорит зображень. Ляске відомий як графік та книжковий ілюстратор. З 1907 року він був членом Гаґенського гуртка, з 1924 року — Віденської сецесії та з 1928 року — Віденського Кюнстлергаузу, брав участь у їхніх виставках.
Під час Першої світової війни був офіцером у Королівстві Галичини та Володимирії, а з 1915 року на Італійському фронті. Потім він, як баталіст, був приділений до художньої групи цісарсько-королівської військової прес-служби. Його військові пережиття знайшли вираз у численних батальних сценах, деякі з яких зберігаються у Військово-історичному музеї у Відні.
Ляске був дуже плідним художником, і частина його багатої спадщини пов'язана з Україною чи українцями, особливо з його родинним містом Чернівцями.
У Чернівцях, де він служив на той час лейтенантом, у 1902 році за його проєктом було споруджено пам'ятник полеглим воїнам 41-го піхотного полку імені архікнязя Євгенія, відомий як «Чорний орел». Монумент було відкрито і освячено 2 грудня 1902 року до 200-річчя полку, який квартирував у Чернівцях та вважався «буковинським». Пам'ятник являв собою 10-метровий обеліск, увінчаний орлом, що тримає пазурами бойове знамено полку. На постаменті був напис німецькою, румунською та українською мовами: «Полеглим на полю слави синам-борцям 41-го піхотного полку імени архікнязя Євгенія. Вдячна Буковина». На жаль, пам'ятник було зруйновано комуністами в 1949 році на пряму вказівку Микити Хрущова. Після відновлення української держави ентузіастам вдалося відшукати фрагменти знищеного постаменту та встановити його на старому місці.
Оскар Ляске помер у 1951 році у 77-річному віці у Відні і похований на Лайнцерському цвинтарі (поле 3, номер 170) у Гітцинґу.
На його будинку за адресою Nisselgasse 1 у Відні в районі Пенцинґ є меморіальна дошка. У 1955 році на честь митця була названа вулиця Ляскеґассе у Відні в районі Майдлінґ, а також у 2005 році — вулиця в Нойленґбаху, в районі Ляа (яка перед тим називалась Ляа 1 — 4).

## Відзнаки
- Державна Золота медаль (1932)
- Премія Райхеля (1937)
- Премія міста Відня за живопис та графіку (1948)

## Вибрані твори

### Картини
- Орфей серед тварин (Відень, Österreichische Galerie Belvedere, інв. No 4566), близько 1938 р., олія на полотні, 72 × 56 см.
- Танець відьми
- Лісовий пейзаж із садибою та кінним возом
- Катання на лижвах в Аннаберґу, виставлялася в 1914 році на Великій Берлінській художній виставці
- Зображення Балкан та Сходу
- Барикадний бій у Белґраді 9 жовтня 1915 року (Відень, музей Heeresgeschichtliches), олія на полотні.
- Прорив  12-ї ц-к Піхотної дивізії поблизу Лузни у битві при Горлицях 2 травня 1915 року (Відень, музей Heeresgeschichtliches), олія на полотні.

### Архітектура
| Зображення | Роки будови | Назва об'єкту                                                           | Місце                                                       | Опис                                                                                     |
|            | 1902        | Пам'ятник полеглим воїнам 41-го піхотного полку імені архікнязя Євгенія | ріг вул. Головної та вул. Героїв Майдану, Чернівці, Україна | зруйнований комуністами в 1949                                                           |
|            | 1899–1900   | Вілла Узель                                                             | Wien 13, Kopfgasse 8                                        |                                                                                          |
|            | 1900        | Житловий будинок                                                        | Wien 10, Oberlaaer Straße 233                               | зруйнований                                                                              |
|            | 1900–1901   | Житло на винайм Відень-3                                                | Linke Bahngasse 5 und 7                                     | змінений                                                                                 |
|            | 1901–1902   | Житло і аптека «Під білим ангелом»                                      | Wien 1, Bognergasse 9 / Naglergasse 10                      |                                                                                          |
|            | 1902        | Будинок Florahof                                                        | Wien 5, Wiedner Hauptstraße 88                              |                                                                                          |
|            | 1902        | Житловий будинок                                                        | Wien 7, Lerchenfelderstraße 139                             |                                                                                          |
|            | 1904        | Житловий будинок                                                        | Wien 7, Neustiftgasse 67–69                                 |                                                                                          |
|            | 1904        | Житловий будинок                                                        | Arndstraße 77                                               |                                                                                          |
|            | 1904        | Корпус Берндорфської фабрики металевих виробів                          | Berndorf                                                    |                                                                                          |
|            | 1904        | Елементи інтер'єру плавального басейну Jörgerbad                        | Wien 17, Jörgerstraße 42–44, Wandmalereien                  | Звірі Ноєвого Ковчегу. Простір при вході до закладу.                                     |
|            | 1905        | Житловий будинок                                                        | Wien 14, Teybergasse 8                                      |                                                                                          |
|            | 1907        | Житловий будинок                                                        | Wien 2, Rustenschacherallee 30                              | зруйнований                                                                              |
|            | 1908        | М'ясо-ковбасний цех у Берндорфі                                         | Berndorf                                                    |                                                                                          |
|            | 1908        | Хлібопекарня у Берндорфі                                                | Berndorf                                                    |                                                                                          |
|            | 1908        | Робоча зала Акціонерного товариства електромережі                       | Wien 10, Gudrunstraße 187                                   | зруйнована                                                                               |
|            | 1915–1916   | Господарський університет                                               | Wien 19, Franz-Klein-Gasse 1                                | Зображення гаваней у Константинополі, Нью-Йорку, Гамбургу і Трієсті на бічних стінах фоє |

## Вебпосилання
- Literatur von und über Oskar Laske im Katalog der Deutschen Nationalbibliothek
- Eintrag zu Oskar Laske in der Datenbank Gedächtnis des Landes zur Geschichte des Landes Niederösterreich (Museum Niederösterreich)
- Oskar Laske. // Architektenlexikon Wien 1770–1945. Herausgegeben vom Architekturzentrum Wien. Wien 2007.
- Oskar Laske. // archINFORM.
- Oskar Laske sen.. // Architektenlexikon Wien 1770–1945. Herausgegeben vom Architekturzentrum Wien. Wien 2007.
- Die Farbe der Tränen - Der Erste Weltkrieg aus Sicht der Maler